# Conquer by the Clock
Conquer by the Clock ist ein US-amerikanischer Kurzfilm von Slavko Vorkapić und Frederic Ullman Jr. Der Dokumentarfilm war Nummer 34-201 der Reihe RKO Victory Special.

## Handlung
Am 7. Dezember 1941 traten die Vereinigten Staaten in den Zweiten Weltkrieg ein. Der Film sollte die Heimatfront mobilisieren und zeigt Arbeiter in den Vereinigten Staaten, die ihren Beitrag zum Krieg leisten. Als Aufhänger dient eine Uhr. Der Film zeigt Aufnahmen aus den Rüstungsfabriken. Es folgt einer Arbeiterin, Jean, die in einer Munitionsfabrik arbeitet. Sie ist unter anderem zuständig für die Qualitätskontrolle. Wegen einer ungenehmigten Zigarettenpause vernachlässigt sie für einen Augenblick ihre Arbeit, wodurch eine fehlerhafte Patrone als o.k. deklariert wird. Anschließend folgen Aufnahmen eines Spähtrupps, der sich ein Gefecht mit japanischen Soldaten liefert. Diese Patrone befindet sich im Gewehr eines der Soldaten und sorgt dafür, dass die Japaner das Gefecht gewinnen. Nun folgt ein Lebensmittelgroßlieferant, der samstags früher Schluss macht, um ein Baseball-Spiel zu sehen. So bemerkt er nicht, dass eine Lieferung gestoppt werden sollte. Dies verursacht den Tod von mehreren Seemännern, die irrtümlich in ein feindliches Gewässer vorgedrungen waren. Betont wird anschließend die Rolle der Uhr, die wichtig für den Kriegsgewinn ist, weil sie alle Handlungen synchronisiert. Es folgen weitere Aufnahmen aus den verschiedenen Fabriken, unterlegt von Musik. Die Uhr bleibt auf 11:05 Uhr stehen und formt so das Victory-Zeichen.

## Hintergrund
Der Film erhielt 1943 eine Oscarnominierung als Bester Dokumentarfilm. In den Vereinigten Staaten gilt der Film als Public Domain und ist im Prelinger-Archiv der Website Internet Archive abrufbar.